# Циклени (Горж)
Циклени (рум. Ţicleni) насеље је у Румунији у округу Горж у општини Циклени. Oпштина се налази на надморској висини од 179 m.

## Прошлост
По "Румунској енциклопедији" насеље се први пут помиње 1572. године. Године 1631. јавља се под именом Циклени, у власништву Петра Браиле. Одувек је било мало место; 1858. године ту живи 143 становника.
Аустријски царски ревизор Ерлер је 1774. године констатовао да место "Цуклен" припада Букошничком округу, Карансебешког дистрикта. Становништво је било претежно влашко.

## Становништво
Према подацима из 2002. године у насељу је живело 5205 становника.

### Попис2002.
| Расподела становништва по националности 2002.‍ | Расподела становништва по националности 2002.‍ | Расподела становништва по националности 2002.‍ | Расподела становништва по националности 2002.‍ | Расподела становништва по националности 2002.‍ |
| --------------------------------------------- | --------------------------------------------- | --------------------------------------------- | --------------------------------------------- | --------------------------------------------- |
|                                               |                                               |                                               |                                               |                                               |
| Румуни                                        | Румуни                                        |                                               | 5.185                                         | 99,7%                                         |
| Роми                                          | Роми                                          |                                               | 17                                            | 0,3%                                          |